# Runet
Pour un article plus général, voir Internet en Russie.
 (avril 2024).

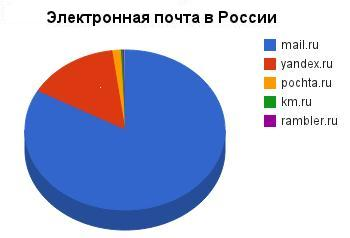
Runet.

Runet (russe : Рунет), mot-valise de ru (code pour la langue russe et le domaine de premier niveau de la Russie) et net/réseau, est la communauté russophone sur Internet et les sites Web. Le terme Runet a été inventé en Israël au printemps 1997 par un résident israélien et locuteur russe de Bakou en Azerbaïdjan, le blogueur Raffi Aslanbekov (russe : Раффи Асланбеков) également connu en Russie sous le nom de Grand Oncle, auteur de la rubrique en ligne Great Uncle's Thoughts. Runet a été popularisé par les premiers utilisateurs d'Internet et a été inclus dans plusieurs dictionnaires, y compris le dictionnaire d'orthographe de l'Académie des sciences de Russie, édité par V. V. Lopatin en 2001.
Le terme a été utilisé par les médias, les journalistes et les politiciens à plusieurs reprises. Runet n'est pas complètement synonyme de l'Internet en Russie ni des sites Internet en russe, pas même avec l'ensemble des sites dans le TLD.ru, mais se réfère plus précisément à la sphère des sites Internet principalement visités par les utilisateurs russophones, qui font partie de la culture russe contemporaine. De nombreux fonctionnaires du gouvernement russe utilisent activement ce terme comme synonyme d'Internet sur le territoire de la Russie, c'est-à-dire pour l'infrastructure Internet, qui est soumise à la loi russe (y compris les lois russes sur la censure, le droit d'auteur, les lois sur les entreprises, les lois sur la publicité, etc.), mais la communauté russe en ligne ne soutient pas cette utilisation du terme car des millions d'utilisateurs utilisent la langue russe sur Internet alors qu'ils vivent en dehors de la Russie ; le russe est parlé dans de grandes parties de l'Europe de l'Est qui ne font pas partie du territoire russe. Certains fonctionnaires russes croient automatiquement que Wikipédia en russe est basé en Russie en tant qu'entité commerciale et essaient de contrôler le contenu du site Web ou de reproduire un service analogue mais hébergé en Russie.
Le domaine de pays .ru en phonologie russe ne sonne pas comme la première syllabe du nom du pays, puisque « Russie » en russe s'énonce Россия, avec un o. La prononciation du mot Runet est plus proche de celle de la « langue russe » : русский язык [u], au lieu de Россия [о].

## Historique
Historiquement, le terme Runet a été défini de plusieurs façons :
- En 2009, un rapport de Yandex a déclaré que Runet concerne les sites écrits en russe, ukrainien, biélorusse et kazakh, ainsi que les sites dans toute langue publiée dans le domaine national .am (Arménie), .az (Azerbaïdjan), .by (Biélorussie), .ge (Géorgie), .kg (Kirghizistan), .kz (Kazakhstan), .md (Moldavie), .ru (Russie), .su (U.R.S.S.), .tj (Tadjikistan), .ua (Ukraine) ou .uz (Ouzbékistan)[3].
- Selon la définition du dictionnaire Yandex slovari publié en 2001, « Runet est l'Internet russe. Les frontières d'Internet ne sont généralement pas basées sur les "frontières géographiques", mais plutôt sur les "langues", et par conséquent le terme Runet est généralement considéré comme n'étant pas seulement des sites Web dans le domaine.ru, mais aussi tous les sites Web en russe et/ou orientés vers le russe »[4].
- Domaine.ru. Runet est la partie d'Internet, dont les sites Web sont dans le domaine de premier niveau.ru. Cette définition exclurait les sites russophone ou étant hébergé en Russie (pays) et utilisant intentionnellement d'autres domaines. Les domaines alternatifs très populaires comprennent des domaines tels que « .da » ou « .net » pour leur côté humoristique ou leur force déclarative (car ceux-ci signifient, respectivement, oui et non en russe), des paradis populaires pour des activités illégales comme ".me" (piratage) ou « .cz » (pour éviter les poursuites pour facilitation de la prostitution), ou « .com » pour l'expansion internationale.
- Internet dans la fédération de Russie. Selon les définitions trouvées dans Finansovy Slovar' et quelques dictionnaires slovari Yandex du début de la version (contestés par les révisions), « Runet est la partie russe de l'Internet ». En outre, les responsables russes suggèrent fortement que Runet est l'Internet en Russie.

## Recherches
Le Berkman Center de l'université de Harvard mène régulièrement des recherches sur l'Internet russe et, en particulier, a publié les articles Mapping RuNet Politics and Mobilization et RuNet Echo.
La Public Opinion Foundation FOM publie une analyse régulière de cette environnement dans sa publication Rununet.fom.ru. Il existe également des journaux russes spécialisés sur ce sujet comme TheRunet ou Runetologia (ainsi que des moins connus).
En France, le centre de recherche GEODE s'intéresse au Runet, notamment via les travaux de Louis Pétiniaud et Kevin Limonier.